# Tangara versicolor
Tangara versicolor, "saintvincenttangara", är en fågelart i familjen tangaror inom ordningen tättingar.

## Utbredning och systematik
Fågeln förekommer enbart på ön Saint Vincent i Små Antillerna. Den betraktas oftast som en underart av grenadatangara (Tangara cucullata ), men urskiljs sedan 2016 som egen art av Birdlife International och IUCN.

## Status
Den kategoriseras av IUCN som livskraftig.